# Slingsby Aviation

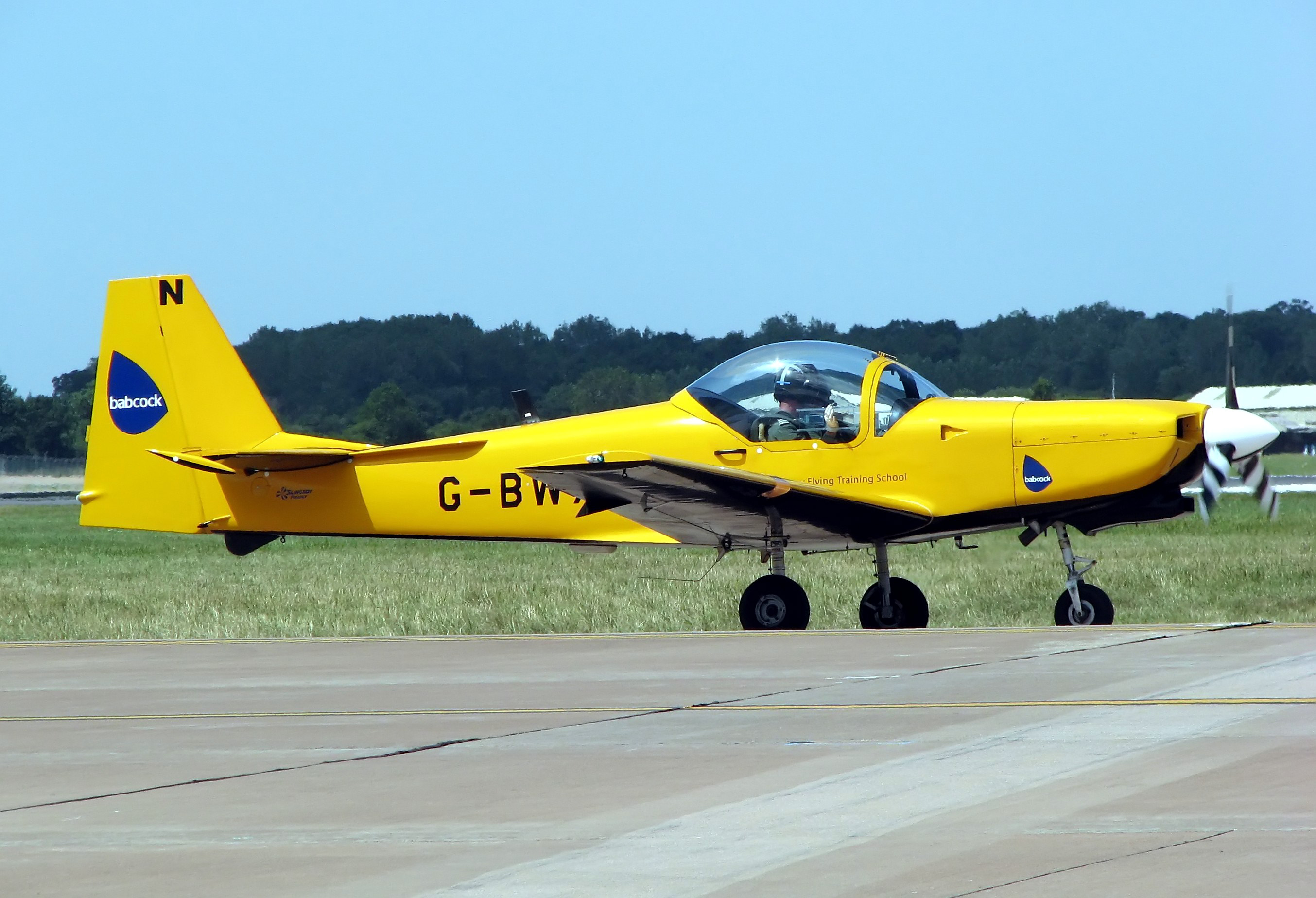
Die Slingsby T.67 Firefly

Slingsby Aviation Ltd. ist ein britischer Hersteller von Flugzeugen, Segelflugzeugen und Flugzeug- sowie Flughafenzubehör.

## Geschichte
Die Firma wurde von Frederick Nicholas Slingsby im Jahre 1930 in Kirkbymoorside (North Yorkshire) als Slingsby Sailplanes Ltd. gegründet und war schnell bekannt für ihre leistungsfähigen Segelflugzeuge. Als bei Ausbruch des Zweiten Weltkrieges der private Segelflug in England zum Erliegen kam, suchte Slingsby nach anderen Standbeinen, um seinen Betrieb zu erhalten. So arbeitete er als Zulieferer für den britischen Flugzeughersteller Avro und fertigte Ruder für die Avro Anson. Auch erhielt er von der britischen Luftwaffe bald einen Auftrag zum Bau einiger Segelflugzeuge, die für Radartests benötigt wurden. Diese Aufträge hielten die Firma zunächst wirtschaftlich am Leben.
Noch besser wurde die Situation nach dem Auftrag des Air Training Corps (ATC) der RAF zur Herstellung von Ausbildungs-Segelflugzeugen. Außerdem erhielt Slingsby den Auftrag zur Fertigung des Hengist-Lastenseglers, der für den Transport und das Absetzen von Truppen für die Operation Overlord vorgesehen war. Diese Aufträge sowie Reparaturarbeiten und die Herstellung von Flugzeugersatzteilen sicherte der Firma das wirtschaftliche Überleben während des Krieges.

## Slingsby heute
Heute ist Slingsby Aviation ein Zulieferbetrieb für die verschiedensten Bereiche, hauptsächlich aber im Bereich der Verteidigung.
So werden beispielsweise Ruder für Unterseeboote gefertigt oder auch Spezialhelme für den militärischen Bereich.
Slingsby ist aber auch bekannt für den Bau des SAH2200-Luftkissenfahrzeugs und eines zweisitzigen einmotorigen Trainingsflugzeuges. Diese Maschine entstand aus der Zusammenarbeit mit dem französischen Flugzeughersteller Fournier. Zwischen Fournier und Slingsby bestand ein Lizenzabkommen, nach dem Slingsby die Fournier RF6B einerseits in Lizenz bauen, andererseits aber auch weiterentwickeln durfte. So entstand die Slingsby T67 Firefly für verschiedene Abnehmer, meist im militärischen Bereich.

## Baumuster (Auswahl)
- T.18 Hengist
- T.21B Sedbergh
- T.37 Skylark
- T.42 Eagle
- T.45 Swallow
- T.49 Capstan
- T.67 Firefly

### T.61E Venture
Bei der T.61E handelt es sich um einen Lizenzbau des Scheibe SF 25 Falken für Trainingszwecke bei den britischen Air Cadets. Insgesamt wurden 40 Exemplare gefertigt, die von 1970 bis 1977 eingesetzt wurden. Im Zuge eines Modernisierungsprogrammes wurden sie zu 'Venture MK II' umgebaut und bis 1982 bei den Air Cadets eingesetzt.